# Exeniotis collaris
Exeniotis collaris là một loài bọ cánh cứng trong họ Zopheridae. Loài này được Pascoe miêu tả khoa học năm 1873.